# Nuoto ai campionati mondiali di nuoto 2011 - 200 metri misti maschili
La specialità dei 200 metri misti maschili ai campionati mondiali di nuoto 2011 si è svolta presso lo Shanghai Oriental Sports Center di Shanghai, in Cina.
Le qualifiche per la semifinale si sono svolte la mattina del 27 luglio 2011, mentre la semifinale si è svolta la sera dello stesso giorno. La finale, invece, si è svolta la sera del 28 luglio 2011.

## Medaglie
| Posizione | Atleta         | Paese       |
| --------- | -------------- | ----------- |
| Oro       | Ryan Lochte    | Stati Uniti |
| Argento   | Michael Phelps | Stati Uniti |
| Bronzo    | László Cseh    | Ungheria    |

## Record
Prima della manifestazione il record del mondo (WR) e il record dei campionati (CR) erano i seguenti.
| Record mondiale       | 1'54"10 | Ryan Lochte Stati Uniti | 30 luglio 2009 Roma, Italia |
| Record dei campionati | 1'54"10 | Ryan Lochte Stati Uniti | 30 luglio 2009 Roma, Italia |

Durante la competizione sono stati migliorati i seguenti record:
| Data      | Evento | Atleta      | Nazione     | Tempo   | Record                                  |
| --------- | ------ | ----------- | ----------- | ------- | --------------------------------------- |
| 28 luglio | finale | Ryan Lochte | Stati Uniti | 1:54.00 | Record mondiale · Record dei campionati |

## Batterie
| Pos. | Atleta              | Nazionalità                   | Tempo   | Batteria | Corsia | Note         |
| ---- | ------------------- | ----------------------------- | ------- | -------- | ------ | ------------ |
| 1    | Thiago Pereira      | Brasile                       | 1:57.82 | 4        | 4      |              |
| 2    | Dávid Verrasztó     | Ungheria                      | 1:58.69 | 4        | 1      |              |
| 3    | Kenneth To          | Australia                     | 1:59.02 | 4        | 7      |              |
| 4    | Ryan Lochte         | Stati Uniti                   | 1:59.04 | 6        | 4      |              |
| 5    | Markus Rogan        | Austria                       | 1:59.22 | 4        | 5      |              |
| 6    | Yuya Horihata       | Giappone                      | 1:59.25 | 6        | 2      |              |
| 7    | Vytautas Janušaitis | Lituania                      | 1:59.43 | 6        | 1      |              |
| 8    | Michael Phelps      | Stati Uniti                   | 1:59.48 | 5        | 4      |              |
| 9    | Diogo Carvalho      | Portogallo                    | 1:59.51 | 4        | 2      |              |
| 10   | Henrique Rodrigues  | Brasile                       | 1:59.54 | 4        | 3      |              |
| 11   | James Goddard       | Regno Unito                   | 1:59.68 | 5        | 5      |              |
| 12   | Marcin Cieślak      | Polonia                       | 1:59.77 | 4        | 8      |              |
| 13   | László Cseh         | Ungheria                      | 1:59.80 | 6        | 5      |              |
| 14   | Darian Townsend     | Sudafrica                     | 1:59.97 | 5        | 6      |              |
| 15   | Gal Nevo            | Israele                       | 1:59.98 | 6        | 7      |              |
| 16   | Jan David Schepers  | Germania                      | 1:59.99 | 6        | 6      |              |
| 17   | Bradley Ally        | Barbados                      | 2:00.03 | 5        | 8      |              |
| 18   | Shun Wang           | Cina                          | 2:00.12 | 5        | 2      |              |
| 19   | Joseph Roebuck      | Regno Unito                   | 2:00.42 | 6        | 3      |              |
| 20   | Raphael Stacchiotti | Lussemburgo                   | 2:00.87 | 3        | 1      |              |
| 21   | Andrew Ford         | Canada                        | 2:00.92 | 3        | 2      |              |
| 22   | Markus Deibler      | Germania                      | 2:00.99 | 5        | 3      |              |
| 23   | Marcin Tarczynski   | Polonia                       | 2:01.14 | 3        | 4      |              |
| 24   | Taki M'rabet        | Tunisia                       | 2:01.44 | 3        | 7      |              |
| 25   | Simon Sjoedin       | Svezia                        | 2:01.60 | 5        | 7      |              |
| 26   | Martin Liivamagi    | Estonia                       | 2:01.88 | 3        | 3      |              |
| 27   | Won Yong Jung       | Corea del Sud                 | 2:02.50 | 2        | 6      |              |
| 28   | Aleksey Derlyugov   | Uzbekistan                    | 2:03.30 | 2        | 5      |              |
| 29   | Pavel Sankovič      | Bielorussia                   | 2:03.52 | 2        | 4      |              |
| 30   | Niksa Roki          | Croazia                       | 2:03.89 | 3        | 8      |              |
| 31   | Federico Turrini    | Italia                        | 2:04.35 | 6        | 8      |              |
| 32   | Omar Pinzon         | Colombia                      | 2:04.38 | 2        | 3      |              |
| 33   | Fenglin Zhang       | Cina                          | 2:04.49 | 3        | 6      |              |
| 34   | Mitch Larkin        | Australia                     | 2:04.57 | 4        | 6      |              |
| 35   | Morad Berrada       | Marocco                       | 2:06.90 | 1        | 4      |              |
| 36   | Hocine Haciane      | Andorra                       | 2:07.14 | 1        | 3      |              |
| 37   | Irakli Bolkvadze    | Georgia                       | 2:07.29 | 1        | 1      |              |
| 38   | Danilov Vasilii     | Kirghizistan                  | 2:08.68 | 2        | 1      |              |
| 39   | Rafael Ferracuti    | El Salvador                   | 2:09.16 | 1        | 6      |              |
| 40   | Branden Whitehurst  | Isole Vergini Americane       | 2:09.58 | 2        | 8      |              |
| 41   | Saeed Ashtiani      | Iran                          | 2:09.81 | 2        | 7      |              |
| 42   | Pavol Jelenak       | Slovacchia                    | 2:10.15 | 1        | 5      |              |
| 43   | Eli Ebenezer Wong   | Isole Marianne Settentrionali | 2:10.18 | 1        | 7      |              |
| 44   | Edwin Angjeli       | Albania                       | 2:10.27 | 1        | 2      |              |
| 45   | Ensar Hajder        | Bosnia ed Erzegovina          | 2:11.99 | 2        | 2      |              |
| 46   | Paul Elaisa         | Figi                          | 2:20.73 | 1        | 8      |              |
| -    | Dinko Jukić         | Austria                       |         | 3        | 5      | non partito  |
| -    | Alexander Tikhonov  | Russia                        |         | 5        | 1      | squalificato |

## Semifinali
| Pos. | Atleta              | Nazionalità | Batteria | Corsia | Tempo   | Note |
| ---- | ------------------- | ----------- | -------- | ------ | ------- | ---- |
| 1    | Ryan Lochte         | Stati Uniti | 1        | 5      | 1:56.74 |      |
| 2    | Michael Phelps      | Stati Uniti | 1        | 6      | 1:57.26 |      |
| 3    | László Cseh         | Ungheria    | 2        | 1      | 1:57.66 |      |
| 4    | Markus Rogan        | Austria     | 2        | 3      | 1:57.74 |      |
| 5    | Thiago Pereira      | Brasile     | 2        | 4      | 1:58.27 |      |
| 6    | James Goddard       | Regno Unito | 2        | 7      | 1:58.50 |      |
| 7    | Kenneth To          | Australia   | 2        | 5      | 1:59.17 |      |
| 8    | Yuya Horihata       | Giappone    | 1        | 3      | 1:59.47 |      |
| 9    | Darian Townsend     | Sudafrica   | 1        | 1      | 1:59.49 |      |
| 10   | Vytautas Janušaitis | Lituania    | 2        | 6      | 1:59.51 |      |
| 11   | Gal Nevo            | Israele     | 2        | 8      | 1:59.67 |      |
| 12   | Diogo Carvalho      | Portogallo  | 2        | 2      | 1:59.80 |      |
| 13   | Jan David Schepers  | Germania    | 1        | 8      | 1:59.83 |      |
| 14   | Henrique Rodrigues  | Brasile     | 1        | 2      | 2:00.04 |      |
| 15   | Dávid Verrasztó     | Ungheria    | 1        | 4      | 2:00.05 |      |
| 16   | Marcin Cieślak      | Polonia     | 1        | 7      | 2:01.65 |      |

## Finale
| Pos. | Atleta         | Nazionalità | Tempo   | Corsia | Note            |
| ---- | -------------- | ----------- | ------- | ------ | --------------- |
|      | Ryan Lochte    | Stati Uniti | 1:54.00 | 4      | Record mondiale |
|      | Michael Phelps | Stati Uniti | 1:54.16 | 5      |                 |
|      | László Cseh    | Ungheria    | 1:57.69 | 3      |                 |
| 4    | James Goddard  | Regno Unito | 1:57.79 | 7      |                 |
| 5    | Markus Rogan   | Austria     | 1:58.14 | 6      |                 |
| 6    | Thiago Pereira | Brasile     | 1:59.00 | 2      |                 |
| 7    | Kenneth To     | Australia   | 1:59.26 | 1      |                 |
| 8    | Yuya Horihata  | Giappone    | 1:59.52 | 8      |                 |